# Charlotte Friend
Charlotte Friend, née le 11 mars 1921  à New York et morte le 13 janvier 1987, est une virologue américaine. Elle est principalement connue pour sa découverte du virus de la leucémie murine de Friend. Elle a contribué à définir les caractéristiques d'un virus oncogène et a étudié le rôle de la réponse immunitaire de l'hôte durant le développement d'un maladie et a plus largement participé à la création de la rétrovirologie moderne.

## Biographie

### Famille et enfance
Charlotte Friend est née le 11 mars 1921 à New York où elle grandit. Elle est la plus jeune fille d'un émigré russe juif, Morris Friend, homme d'affaires, et de Cecilia Friend née Wolpin, pharmacienne. Friend a deux sœurs, Priscilla et Leafan, et un jeune frère, Morris. Lorsqu'elle a trois ans, son père décède, laissant sa mère seule pour élever leurs quatre enfants durant la Grande Dépression. Néanmoins, leur mère s'assura que chaque enfant puisse terminer sa scolarité malgré le fait qu'ils vivaient dans un foyer[Quoi ?].

### Étude et recherche
Elle est diplômée de l'établissement secondaire Hunter en 1940 et du collège Hunter en 1944.  La même année, elle s'engage dans la Navy. Lieutenant junior, elle travaille dans le laboratoire d'hématologie de l'hôpital naval Shoemaker en Californie. À la fin de la Seconde Guerre mondiale, elle prépare un doctorat en médecine au sein du département de microbiologie de l'université Yale, qu'elle obtient en 1950 avec une thèse sur les effets du salicylate de sodium dans les réactions anticorps-antigène. Durant cette période, elle se rend fréquemment à New York pour s'entretenir avec Elvin Kabat (en) et Michael Heidelberger (en), immunologistes à l'université Columbia. Après avoir obtenu son doctorat, elle fait un post-doctorat à l'institut Sloan-Kettering sous la direction de Cornelius Rhoads (en). Elle rencontre alors Cecily Cannan Selby qui venait récemment d'obtenir son doctorat en médecine au MIT ; toutes les deux partageaient alors un intérêt pour la structure des cellules. Un jour, elles utilisent un microscope électronique pour observer les fines structures à l'intérieur des cellules d'Ehrlich. Elles se rendent alors compte que les structures dans le cytoplasme de ces cellules ressemblent à celui des cellules infectées par un virus. C'est cette similarité qui fait dire à Friend que le cancer peut être causé par des virus. Elle décide alors d'en faire le sujet principal de ses recherches. En 1966, elle intègre l'hôpital Mont Sinai en tant que professeur puis prend la direction du Centre de Biologie Cellulaire Expérimentale.
Elle fut aussi présidente de la Société Harvey, de l'Association américaine pour la recherche sur le cancer (en) et de l'Académie des sciences de New York (elle fut la première femme à occuper cette dernière fonction). Friend fut aussi membre du Comité consultatif pour le programme sur le virus du cancer du National Institutes of Health (NIH), membre du conseil scientifique de la Division sur les causes du cancer et sur leur prévention du NIH, mais aussi membre du comité consultatif scientifique pour de nombreux journaux et revues médicales. Au total, elle publie 163 papiers scientifiques, 70 en tant que rédactrice et les autres en tant que co-rédactrice.
On lui diagnostique un lymphome à 60 ans. Elle cache sa maladie et continue à travailler dans son laboratoire. Elle décède le 13 janvier 1987 à 65 ans.

## Récompenses et distinctions
- 1962 Prix Alfred P. Sloan pour la recherche sur le cancer
- 1986 Docteur Honoris Causa de l'université Brandeis